# Couesmes-Vaucé

Couesmes-Vaucé este o comună în departamentul Mayenne, Franța. În 2009 avea o populație de 389 de locuitori.